# الانقلاب العسكري العثماني 1913

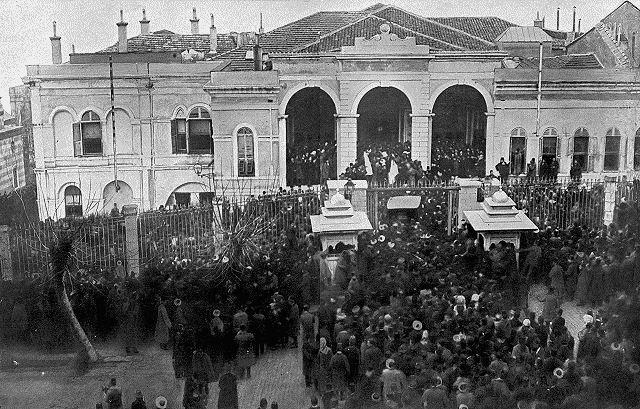
تجمع حشد من الناس أمام مبنى الرئيسي للباب العالي بعد حدوث الانقلاب في الداخل.

الانقلاب العسكري العثماني 1913 أو انقلاب 1913 (23 يناير 1913)، المعروف أيضًا باسم الغارة على الباب العالي (بالتركية: Bâb-ı Âlî Baskını)‏، هو انقلاب نفذه عدد من أعضاء جمعية الاتحاد والترقي بقيادة إسماعيل أنور بك ومحمد طلعت بك في الدولة العثمانية، عندما شنت تلك المجموعة غارة مفاجئة على مباني الحكومة العثمانية المركزية (الباب العالي). واغتيل خلال محاولة الانقلاب وزير الحرب ناظم باشا واضطر الصدر الأعظم كامل باشا إلى الاستقالة. وبعد الانقلاب أصبح حزب الاتحاد والترقي يدير الحكومة بقيادة الثلاثي المعروف باسم «الباشاوات الثلاثة» المكون من أنور وطلعت وجمال باشا.
في 1911 تم تشكيل حزب الحرية والائتلاف (المعروف أيضًا باسم الاتحاد الليبرالي أو الوفاق الليبرالي)، وهو حزب كامل باشا ضد حزب الاتحاد والترقي. وفاز على الفور في الانتخابات التكميلية في الأستانة (إسطنبول الآن). فانزعج الاتحاديون الذين بدأوا بتزوير انتخابات 1912 والعنف ضد الاتحاد الليبرالي، مما أكسب تلك الانتخابات لقب «انتخاب الهراوات». ورداً على ذلك انتفض الضباط المنقذون من الجيش (بالتركية: Halâskâr Zâbitân) من أنصار الحرية والائتلاف وثاروا غضباً، مما تسببوا بسقوط حكومة محمد سعيد باشا الاتحادية. فتشكلت حكومة جديدة بقيادة أحمد مختار باشا ولكنها سقطت بعد بضعة أشهر في أكتوبر 1912 بعد هزيمة العثمانيين في حرب البلقان الأولى المفاجئة.
بعد حصوله على إذن السلطان محمد الخامس لتشكيل حكومة جديدة في أواخر أكتوبر 1912، جلس كامل باشا زعيم حزب الحرية والائتلاف لإجراء محادثات دبلوماسية مع بلغاريا بعد هزيمته في الحرب. ومع اشتداد مطالبة البلغار بالتنازل عن العاصمة العثمانية السابقة أدريانوبل (أدرنة حاليا)، لاح في الأفق غضب الجماهير التركية وكذلك قيادة الاتحاد والترقي، فقام الاتحاديون بتنفيذ انقلابهم الناجح في 23 يناير 1913. فشكلوا حكومة جديدة برئاسة الصدر الأعظم محمود شوكت باشا، فانسحب محمود شوكت باشا بدعم من الاتحاديين من مؤتمر لندن للسلام، واستأنفت الحرب ضد دول البلقان لاستعادة أدرنة وبقية روملي، ولكن دون جدوى. وقد اغتيل شوكت باشا بعد أشهر أي يوم 11 يونيو 1913 انتقاما لمقتل ناظم باشا، على الرغم من أنه كان لطيفا تجاه المعارضة من الاتحاد الليبرالي بعد الانقلاب. بعد وفاته خلفه سعيد حليم باشا فسيطر الاتحاديون على كامل مفاصل السلطنة، وقاموا بقمع الاتحاد الليبرالي وأحزاب المعارضة الأخرى، مما أجبر العديد من قادتها (مثل الأمير صباح الدين) على الفرار إلى أوروبا.
أدى انتصار العثمانيين في حرب البلقان الثانية إلى استعادة أدرنة. ولمواجهة ضغوط قوى الوفاق قام حزب الاتحاد والترقي بالتقارب مع ألمانيا قبل الحرب العالمية الأولى.

## الذريعة المباشرة
ربما قررت الدائرة الداخلية للاتحاد والترقي فعليا تنظيم انقلاب لاستعادة السلطة من حزب الحرية والائتلاف، كانت الفرصة المباشرة هي خوف الاتحاديين من أن تتنازل الحكومة لمطلب القوى العظمى بتسليم أدرنة (كانت عاصمة عثمانية سابقة مابين 1365 - 1453) إلى بلغاريا بعد نتائج حرب البلقان الأولى الكارثية على الدولة العثمانية.

## البداية

### انتخابات أبريل 1912 وما بعدها
تمكنت جمعية الاتحاد والترقي في انتخابات 1908 من الفوز بنحو 60 مقعدًا من أصل 288 مقعدًا في مجلس النواب (مجلس مبعوثان)، وهو مجلس النواب من المجلس العمومي العثماني. ومع ذلك فقد كان الحزب الأكثر عددًا في الغرفة.
تأسس حزب الحرية والائتلاف (الاتحاد الليبرالي) في 21 نوفمبر 1911 من المعارضين لحزب الاتحاد والترقي، الذي جذب على الفور 70 نائبًا إلى صفوفه. بعد 20 يومًا فقط من تشكيله، فازت منظمة الحرية والاتفاق في الانتخابات التكميلية في ديسمبر 1911 التي أجريت في العاصمة إسطنبول بصوت واحد. فاتخذ حزب الاتحاد والترقي الحاكم عدة احتياطات بعدما رأى قدرة الحرية والائتلاف على الفوز في الانتخابات المقبلة. على أمل إحباط جهود الحرية والائتلاف الوليد لتقوية صفوفه وتنظيم نفسه بشكل أفضل، طلب حزب الاتحاد والترقي من السلطان محمد الخامس حل البرلمان والدعوة لإجراء انتخابات عامة مبكرة في يناير 1912.
عُرفت هذه الانتخابات العامة التي جرت في أوائل أبريل 1912 باسم «انتخاب الهراوات» بعد ضرب مرشحي المعارضة (الحرية والائتلاف) لمجلس النواب بالهراوات والعصي، وشابت الانتخابات الاحتيال والعنف لصالح الاتحاد والترقي. تضمنت عملية التزوير الاقتراع المبكر والعد السري والإبلاغ عن الأصوات وحشو بطاقات الاقتراع وإعادة تقسيم الدوائر الانتخابية وغيرها، مع أن الاتحاديين لايزال لديهم دعم قوي خارج المدن. فكانت نتائج الانتخابات نيل الاتحاديين على 269 مقعدًا من أصل 275 مقعدًا في مجلس النواب، ولم ينل الاتحاد الليبرالي سوى 6 مقاعد.
بسبب خسارتها في الانتخابات، سعت قيادة الاتحاد الليبرالي إلى طرق غير قانونية لاستعادة السلطة من الاتحاديين، حيث اشتكت بصوت عالٍ من التزوير الانتخابي. وفي ذلك الوقت كانت هناك مجموعة من الضباط غير مرتاحين من الظلم الجاري داخل الجيش، قاموا بتنظيم أنفسهم في منظمة مسلحة تعرف باسم «ضباط الانقاذ» وأعلنوا وجودهم لحكومة السلطنة. وسرعان ما أصبح هذا التنظيم من أنصار الحرية والائتلاف، فتسبب باضطرابات في العاصمة إسطنبول. وبعد نيلهم دعم الأمير صباح الدين أحد أقطاب المعارضة، نشر ضباط الإنقاذ تصريحات عامة في الصحف.
أخيرًا وبعد تقديم مذكرة إلى المجلس العسكري، نجح هذا التنظيم في إقناع محمد سعيد باشا (الذي ألقى باللوم عليه في السماح بإجراء انتخابات مبكرة أدت إلى هيمنة الاتحاديين على المجلس) وحكومته المكونة من وزراء من الاتحاد والترقي على الاستقالة في يوليو.

### مجلس الوزراء الكبير

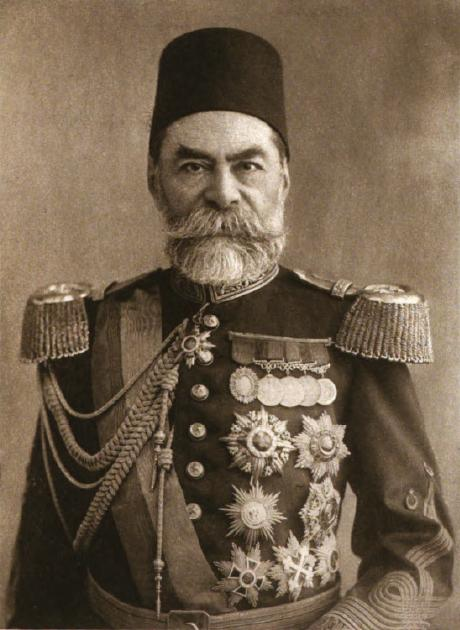
أحمد مختار باشا الصدر الأعظم وقائد مجلس الوزراء الكبير لمدة 3 أشهر.

بعد استقالة محمد سعيد باشا شكل أحمد مختار باشا حكومة جديدة غير حزبية، عُرف باسم «مجلس الوزراء الكبير» (بالتركية: بويوك كابين) لأنها ضمت ثلاثة وزراء كانوا صدر أعظم. وأحيانًا باسم «مجلس الوزراء الأب والابن» (بالتركية: Baba-Oğul Kabinesi) لأنها تضمنت محمود باشا نجل أحمد مختار باشا وزيرًا للبحرية. على الرغم من أن الضباط المنقذين قد نجحوا في التأكد من خلو مجلس الوزراء الكبير من أعضاء الاتحاد والترقي، إلا أن هيمنة الاتحاديين على مجلس النواب لم تتغير. لكن سرعان ما بدأت الشائعات تنتشر بأن الحكومة ستحل مجلس النواب والدعوة لانتخابات جديدة. تم تأكيد هذه الشائعات عندما أرسل الضباط المنقذون بعد أيام قليلة من تولي أحمد مختار باشا منصبه مذكرة أخرى، هذه المرة إلى رئيس مجلس النواب (وعضو الاتحاد والترقي) خليل بك طالبوه بحل المجلس لانتخابات جديدة خلال 48 ساعة. أدان نواب الاتحاد والترقي هذا التهديد وشجبوه. ومع ذلك وبفضل قانون أقره مجلس الأعيان تمكن أحمد مختار باشا وبدعم من السلطان من حل البرلمان بسهولة في 5 أغسطس، وبعد ذلك دعا السلطان محمد الخامس على الفور لإجراء انتخابات جديدة بمرسوم سلطاني.
بينما كانت الاستعدادات لإجراء انتخابات جديدة جارية، اندلعت حرب البلقان الأولى في أوائل أكتوبر 1912، فأخذت حكومة أحمد مختار باشا على حين غرة. فأعلنت الأحكام العرفية وألغيت الانتخابات الجديدة في 25 أكتوبر، واستقال أحمد مختار باشا من منصبه في 29 أكتوبر بعد ثلاثة أشهر من استلام منصبه، واستلم كامل باشا منصب الصدر الأعظم، حيث كانت علاقاته مع البريطانيين جيدة، وكان من المتوقع أن تنتج تسوية مواتية للحرب الكارثية.

### حكومة كامل باشا وفترة ما قبل الانقلاب
على الرغم من أن أزمة البلقان قد عطلت مؤقتًا السياسة الداخلية، إلا أنها لم توقف كامل باشا، الذي على عكس سلفه أحمد مختار باشا فقد كان كامل باشا عضوًا متحمسًا في حزب الحرية والائتلاف وكان مصممًا على استخدام سلطته في تدمير الاتحاد والترقي.

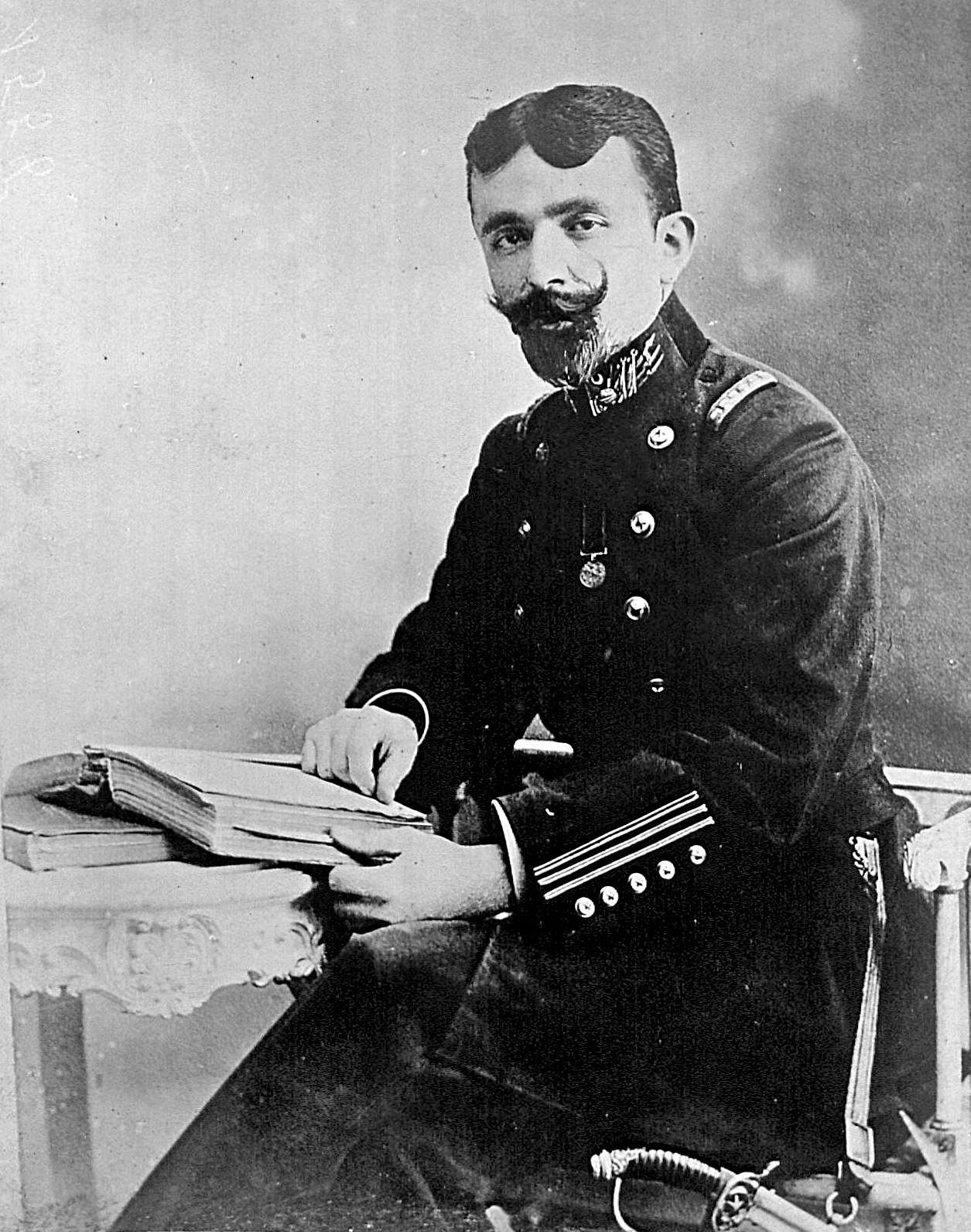
أنور باشا الذي استقبل في الداخل باعتباره بطل الثورة، وكان ذلك قبل الحرب العالمية الأولى.

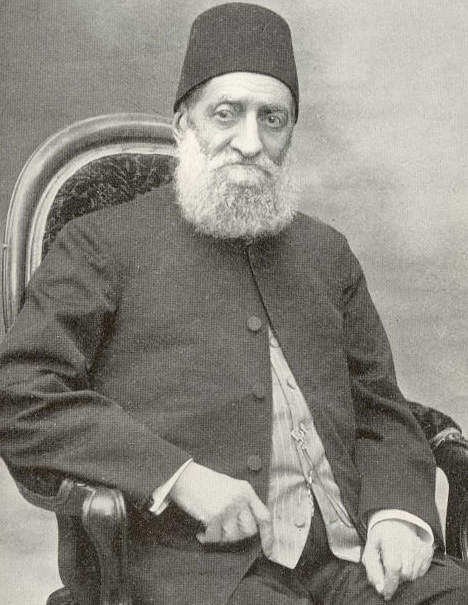
الصدر الأعظم كامل باشا الموالي لحزب الحرية والائتلاف والمناهض لالاتحاد والترقي، قاد حكومته حتى استقالته القسرية في الانقلاب.

وباستخدام علاقاته مع البريطانيين، جلس كامل باشا لإنهاء حرب البلقان الأولى دبلوماسيًا. ومع ذلك استمرت الاضطرابات العسكرية العثمانية الشديدة خلال الحرب في تقويض الروح المعنوية، حيث انتشرت شائعات عن ضرورة نقل العاصمة من إسطنبول إلى داخل الأناضول، بعدما وصل الجيش البلغاري حتى جتالجة، المنطقة الغربية من إسطنبول الحديثة. وفي تلك اللحظة وقعت حكومة كامل باشا هدنة مع بلغاريا في ديسمبر 1912 وجلست لوضع معاهدة لإنهاء الحرب في مؤتمر لندن للسلام.
استغلت القوى العظمى - بريطانيا وفرنسا وإيطاليا وروسيا - الخسائر الضخمة التي تكبدها الجيش العثماني في الحرب، وبدأت بالتدخل في علاقة بلغاريا مع السلطنة. وبحجة معاهدة برلين (1878) طلبت من الباب العالي أن يتنازل عن أدرنة لبلغاريا وجزر بحر إيجة لتلك القوى نفسها. فكان توجه حكومة كامل باشا إلى قبول «خط ميدي-إنيز» ليكون حدودها الغربية، وفي حين لم تمنح أدرنة صراحةً إلى بلغاريا، مفضلة نقل سيطرتها إلى لجنة دولية.
تعد (سالونيك) مسقط رأس العديد من القادة السياسيين والحركات التقدمية في تلك الحقبة. وبعد أن استولت اليونان عليها في نوفمبر 1912 ألقت القبض على العديد من أعضاء الاتحاد والترقي، ونفتهم إلى الأناضول. في الوقت نفسه وجد حزب الحرية والائتلاف نفسه على شفا الانهيار بعد النزاعات بين الأحزاب.
بدأ الاتحاد والترقي في التخطيط لانقلاب ضد حكومة الحرية والائتلاف التي يرأسها كامل باشا. بالإضافة إلى ذلك كان العداء قد بدأ بين كامل باشا والاتحاديين منذ ثورة تركيا الفتاة 1908 التي افتتحت المشروطية الثانية. ومنذ ذلك الحين بذل كامل باشا سلسلة من الجهود لإبقاء أعضاء الاتحاد والترقي بعيدًا عن الحكومة، وكذلك إبقاء الجيش -الذي ضم في صفوفه العديد من الاتحاد والترقي- بعيدًا عن السياسة. بحلول يناير 1913 كان الاتحاد والترقي محبطًا تمامًا من كامل باشا ومن الحرية والائتلاف. على الرغم من أن الانقلاب كان هجومًا مفاجئًا إلا أن الاتحاديين قد اتخذوا قرارات حاسمة لتنفيذه في أسرع وقت.
على الرغم من أن ناظم باشا قُتل أثناء الانقلاب، إلا أن كلًا من حزب الاتحاد والترقي والحرية والائتلاف إدعا أنهما كانا ينويان إعطائه منصبًا في حكومتهما المقبلة. وذهب طلعت بك إلى أن قال بعد فترة من الانقلاب بأن حزبه قد عرض سابقًا على ناظم باشا منصب الصدر الأعظم وقيادة الحكومة.

## الأحداث

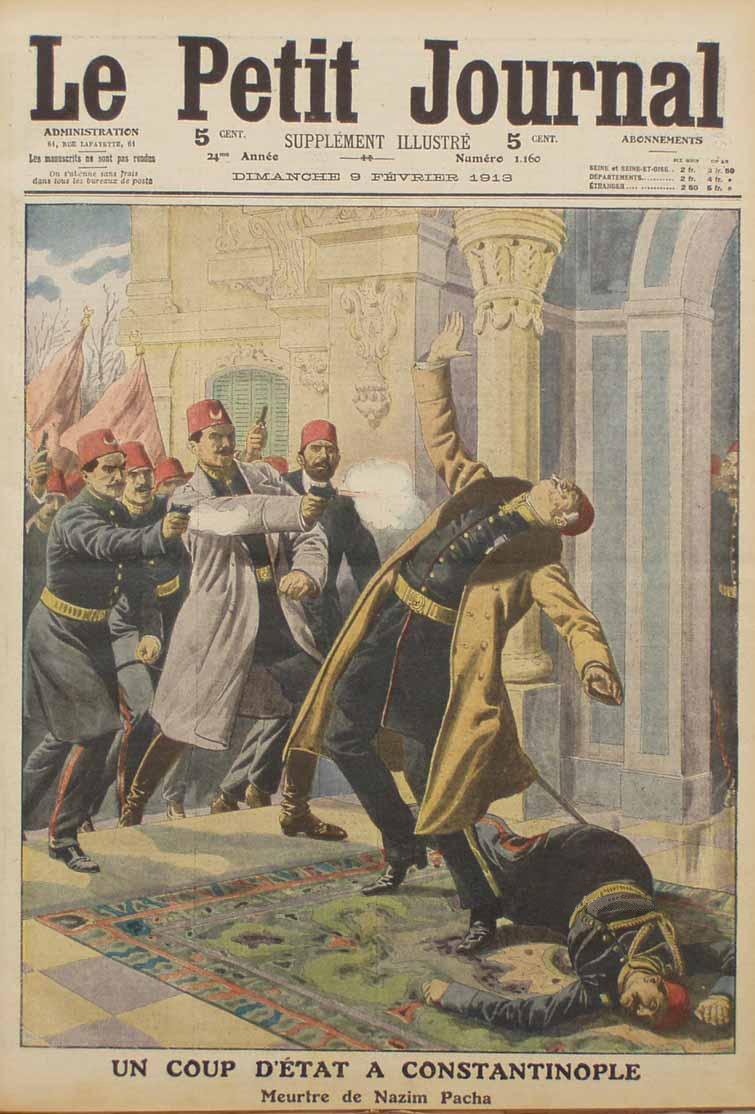
الصفحة الأولى من صحيفة لو بوتي جورنال في فبراير 1913 تصور مقتل وزير الحرب ناظم باشا في الانقلاب.

### المسير نحو الباب العالي
في الساعة 14:30 من يوم 23 يناير 1913 أخطر مخبر للاتحاد والترقي وإسمه سبنجلي حقي البكباشي [الإنجليزية] أنور بك (اشتهر لاحقًا باسم أنور باشا) بأن كان كل شيء جاهزًا للهجوم بينما كان ينتظر في مفتشية محطة الإمداد العسكرية بالقرب من جامع نور عثمانية. وبعد تلقيه الخبر امتطى أنور بك حصانًا في انتظاره وبدأ في عبور عدة مباني من الجامع باتجاه الباب العالي، في هذا الوقت بدأ طلعت بك (المعروف لاحقًا باسم طلعت باشا) أيضًا في شق طريقه نحو الباب العالي مع مجموعة من الموالين للاتحاد والترقي.

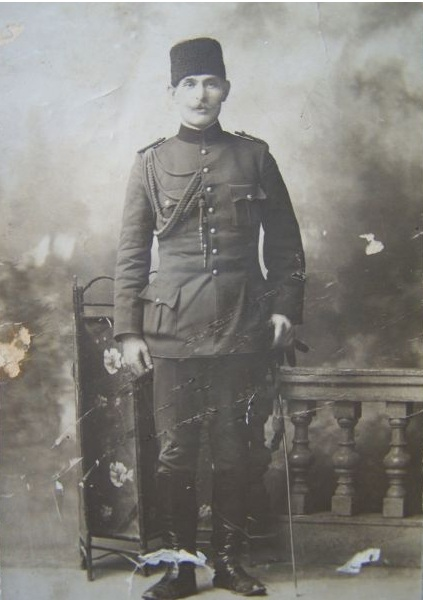
عمر ناجي (1878–1916)

عندما وصل أنور بك أمام مبنى وزارة الأشغال العامة (بالتركية: Nafıa Nazırlığı)، كان زملاؤه من أعضاء الاتحاد والترقي عمر ناجي وعمر سيف الدين قد قاموا بعمل خطابات نارية لتحريض الحشود بالإعلان بصوت عالٍ أن كامل باشا على وشك التنازل عن أدرنة للبلغار. وكان لتلك الخطابات الأثر الفعال، فسرعان ما امتلأت بوابات الباب العالي بجموع يهتفون بشعارات ضد حكومة كامل باشا. علاوة على ذلك انتشر حوالي 60 عضوًا من الاتحاديين حول مباني الباب العالي.

### دخول الباب العالي
دخل أنور بك مع حلفاءه طلعت بك وسبنجلي حقي ويعقوب جميل ومصطفى نجيب ومعهم حوالي 50 آخرين، إلى مجمع الباب العالي للمباني الحكومية وشقوا طريقهم نحو مبنى الصدر الأعظم، حيث كامل باشا وحكومته في جلسة انعقاد. سمع الياور أخريلي نافذ بك الضجة وفتح النار على مجموعة المداهمة لكنه لم يتمكن من إصابة أي منهم، وأُصيب في التبادل فاختبأ في مكتبه؛ وعندما دخل مصطفى نصيب عليه المكتب تبادلا النار فقتلا كليهما.
كما قام توفيق بك القبرصي أحد ياورات ناظم باشا وابن شقيقه، بإطلاق النار على مجموعة المداهمة، فأصابت رصاصته مصطفى نصيب. بعد أن رد المغيرون على النيران، قُتل توفيق بك القبرصي على الفور. كما قُتل أثناء إطلاق النار ضابط من الشرطة السرية وأحد أفراد شيخ الإسلام.

### مقتل ناظم باشا
عند سماع الرمي خرج وزير الحرب ناظم باشا من غرفته واندفع نحو مكان اطلاق النار. وفقًا لمذكرات الرئيس التركي ورئيس وزرائها لاحقا جلال بايار، فقد صرخ ناظم باشا غاضبًا في وجه الرجال:«ما الذي يحدث؟ لقد أتيتم لمداهمة مكتب الصدر الأعظم؟»، مستخدمًا ألفاظ نابية في غضبه، ولكن أنور بك حياه بطريقة عسكرية، وبدأ في شرح نواياه. في تلك اللحظة اقترب يعقوب جميل من خلف الباشا وأطلق النار على صدغه الأيمن فقتله. وزعمت رواية أخرى أن إنور بك حاول منع يعقوب جميل من قتل ناظم باشا، ولكنه رفض الاستماع. ورواية أخرى للأحداث تقول إن إما أنور بك أو طلعت بك قد قتلا ناظم باشا بطريق الخطأ أثناء محاولتهما حماية أنفسهم من إطلاق النار من جنود الياور توفيق القبرصي بك.
على أي حال فقد وصفت جمعية الاتحاد والترقي مقتل ناظم باشا بأنه حادث مؤسف، قائلة بإنه غير متعمد ولكن لا مفر منه في ظل تلك الظروف. وقالت الجمعية أن حقيقة السماح لوزير الداخلية أحمد رشيد بالبقاء دون أن يصاب بأذى تثبت أن قادة الانقلاب كانوا يرغبون في تجنب إراقة الدماء، لأن أحمد رشيد كان أكثر عداءً لهم من ناظم باشا. نظرًا لأن الاتحاد والترقي قد فضل ناظم باشا وادعى أنه عرض عليه منصب الصدر الأعظم لوزارتهم التالية قبل قيامهم بالانقلاب،

### استقالة كامل باشا القسرية

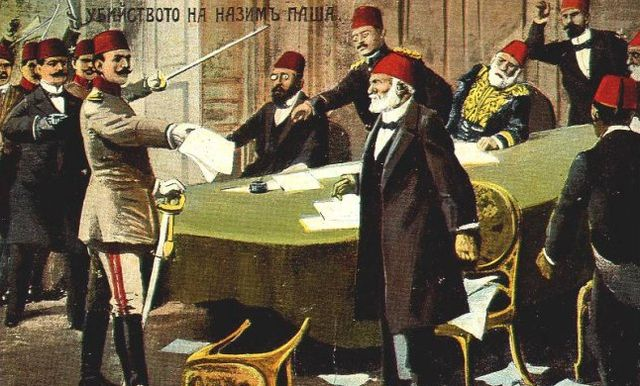
أنور بك يطلب من كامل باشا الاستقالة خلال الغارة على الباب العالي.

بعد ذلك دخل أنور وطلعت بك غرفة الصدر الأعظم كامل باشا وأجبروه على كتابة خطاب استقالة تحت تهديد السلاح. جاء في الرسالة الموجهة إلى السلطان ما يلي:
سيدي ولي الأمر أنني مضطر لتقديم استقالتي إلى حضرة مقامكم السامي بناءً على طلب من الشعب والجيش.
 
بعد أن انتهى كامل باشا من الكتابة، غادر أنور بك الباب العالي فورًا باستخدام سيارة شيخ الإسلام وتوجه إلى السلطان محمد الخامس في قصره لتسليمه الرسالة.

## النتائج

### التأثيرات المباشرة

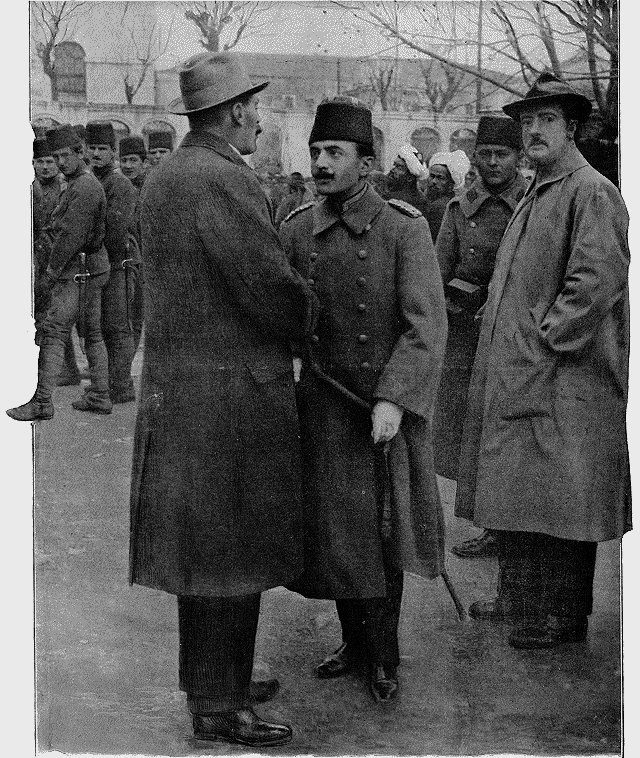
أنور بك (وسط) يتحدث إلى الملحق البريطاني في إسطنبول فور الانقلاب واستيلائه على السلطة. وباليمين مراسل مجلة لالوستخاسيو الفرنسية.

بعد الانقلاب قال أنور بك لمراسل تركي محلي لمجلة لالوستخاسيو الفرنسية (في الصورة على اليمين):
بعد استقالة كامل باشا، تم تعيين محمود شوكت باشا صدرًا أعظم وأيضا وزيرا للحربية. وعلى الرغم من أن حزب الاتحاد والترقي هو من عين الصدر الأعظم محمود شوكت باشا لقيادة الحكومة، إلا أنه كان لطيفًا تجاه حزب الحرية والائتلاف المعارض. وفي يونيو 1913 اغتاله أحد أقارب ناظم باشا انتقاما لمقتله، فاستغل الاتحاد والترقي تلك الفرصة لقمع المعارضة. وقد أدين اثنا عشر رجلاً بتهمة القتل العمد وإعدامهم شنقًا، بمن فيهم قريب ناظم باشا. وتعرضت أحزاب المعارضة -التي كانت مهمشة فعليا بسبب الانقلاب- لقمع شديد من الاتحاديين. فهرب قادة الضباط المنقذين (بالتركية: Halâskâr Zâbitân) إلى مصر وألبانيا. وكذلك فر زعيم المعارضة الأمير صباح الدين، الذي دعم الضباط المنقذين إلى غرب سويسرا، حيث بقي فيها حتى 1919.

### التأثير على المدى الطويل
أسس الانقلاب بشكل أساسي هيمنة ماسمي بالثلاثي الديكتاتوري أو «الباشوات الثلاثة» على الدولة العثمانية: فاستلم أنور باشا وزارة الحربية، واستلم طلعت باشا وزارة الداخلية، وجمال باشا أصبح وزيرًا للبحرية. سيطر هؤلاء الباشاوات سيطرة استبدادية على السلطنة حتى فروا من البلاد مع نهاية الحرب العالمية الأولى. وأسسوا حزب الاتحاد والترقي باعتباره حزب تركيا الفتاة المهيمن في السلطنة؛ أما منافسه حزب الحرية والائتلاف، فلم يتمكن من استعادة السلطة إلا بعد الحرب. ويعد هذا الانقلاب من أوائل الانقلابات العنيفة التي حدثت في تاريخ تركيا الحديث، ويُنظر إليه على أنه السابق للانقلابات التالية في جمهورية تركيا.
بعد الانقلاب أصبح الاتحاد والترقي أكثر قومية وغير متسامح مع المعارضة بعدما رأى معارضة كبيرة من الأحزاب العثمانية الأكثر ليبرالية مثل الحرية والائتلاف، بالإضافة إلى التمردات والحروب ضد الحكومة العثمانية من أعراق غير مسلمة في السلطنة، مثل حروب البلقان الكارثية، التي شهدت مواطنين عثمانيين من أصل بلغاري ويوناني ومقدوني وأرمني قاتلوا بحماس ضد الدولة العثمانية وارتكبوا تطهيرًا عرقيًا واسع النطاق ضد المسلمين العثمانيين. على الرغم من معارضته المبدئية لتوسيع نطاق الحكم الذاتي المحلي إلى المقاطعات، إلا أنه يبدو الآن أنه يميل إلى المصالحة مع أولئك الذين يؤيدون توسيعًا أكبر لنظام الملل لتمكين وحدة المسلمين العثمانيين.

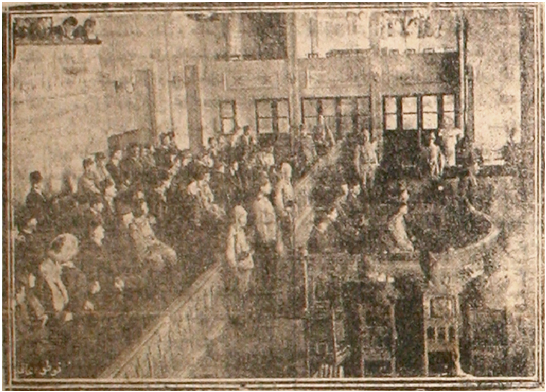
جلسة محاكمة بالمحاكم العسكرية التركية 1919–1920. حيث حُكم على زعماء جمعية الاتحاد والترقي، أنور وجمال وطلعت وآخرين بالإعدام بتهمة التربح في زمن الحرب وإساءة معاملة الأرمن.

أدخلت حكومة الاتحاد والترقي العديد من الإصلاحات السياسية والعسكرية للسلطنة، ومنها زيادة المركزية وتنفيذ جهود التحديث العسكري. في عهد زعيم الانقلاب أنور باشا، تحركت الدولة العثمانية نحو علاقة أوثق مع الإمبراطورية الألمانية، مما أدى رسميًا إلى التصديق على التحالف العثماني الألماني في العام التالي أي في 1914. وأدخل أنور السلطنة في الحرب العالمية الأولى بأنها جزء من قوى المركز، إلى جانب ألمانيا، على عكس كامل باشا الذي أطيح به، فقد كان منحازًا للبريطانيين.
ومع أن الاتحاد والترقي عمل مع الأرمن لإعادة تثبيت نظام الملكية الدستورية ضد عبد الحميد الثاني، إلا أن هناك فصائل في الاتحاد والترقي بدأت بدأت تنظر إلى الأرمن بأنهم طابور خامس يخون القضية العثمانية بعد اندلاع الحرب العالمية الأولى مع روسيا المجاورة؛ وقد اكتسبت الفصائل المزيد من القوة بعد انقلاب 1913. وكان الهجوم الكبير الأول الذي شنه الأتراك في الحرب العالمية الأولى محاولة فاشلة لطرد الروس من الجزء الذي استولوا عليه من أرمينيا الغربية في الحرب الروسية التركية 1877. بعد فشل تلك الحملة تورط قادة الاتحاد والترقي أنور وجمال وطلعت بقرارات ترحيل ومقتل بين مليون و 1.5 مليون أرمني في 1915-1916 فيما أصبح يعرف بالإبادة الجماعية للأرمن. بعد الحرب العالمية الأولى وتوقيع هدنة مودروس، تمت محاكمة قيادة جمعية الاتحاد والترقي وبعض المسؤولين السابقين بتهم تقويض الدستور، والاستغلال في زمن الحرب، ومذابح كل من اليونانيين والأرمن. وقد توصلت المحكمة إلى حكم قضى بإعدام منظمي المجازر طلعت وأنور وجمال وآخرين. ولكن تمكن الباشاوات الثلاثة في 2 نوفمبر من الهروب من العاصمة نحو المنفى.

## التفاعل الشعبي
ناقش المحللين مسألة الدعم الشعبي للانقلاب في ذلك الوقت، وذكر بعضهم أن الاتحاد والترقي لم يكن مدعوما إلا من حشد صغير من المواطنين الذين تجمعوا في غضون ساعة فقط من خلال الخطابات الاستفزازية التي أدلى بها أعضاء الحزب. أفاد شهود العيان مع الصحف عن قلة المشاركة الشعبية الفعلية في الانقلاب أو الأحداث التي أحاطت به. قال المراسل جورج ريمون:
وقال ريموند إن منع ذلك الانقلاب البسيط لايتطلب أكثر من 50 عسكريا، وأن السبب الوحيد لعزل الباب العالي هو أن كامل باشا أراد أن يطلق على أي تهديد حقيقي من حزب الاتحاد والترقي بالخدعة، وقد همشه سياسيًا داخل حكومته. قال ريموند إنه وجد بعد الانقلاب العاصمة الأستانة هادئة وخالية من مشاركات عامة، سواء بشأن الانقلاب أو حرب البلقان الأولى الجارية، مشيرًا إلى جو من «اللامبالاة» ليس فقط بين العامة، ولكن بين رجال الدولة المشاركين بأنفسهم في ذلك.